# Семково (хижа)
„Семково“ е туристическа хижа в Рила, в местността Плавище, североизточно от Семково и северно от град Белица.
В близост до нея се намират много на брой езера, между които се отличават Сухото, Вапските, Чернополянските и Скалишките езера.